# Julian McMahon
Julian Dana William McMahon (Sídney, Nueva Gales del Sur, 27 de julio de 1968-Clearwater,  Florida, 2 de julio de 2025) fue un actor y modelo australiano nacionalizado estadounidense.
Conocido por su personaje de Cole Turner en la serie Charmed, así como por su rol como Doctor Doom en Los 4 Fantásticos y por su papel en la serie de televisión Nip/Tuck como el Dr. Christian Troy.

## Biografía
Julian McMahon era el segundo de los tres hijos de Sir William McMahon, quien fue primer ministro australiano, y de Lady Sonia McMahon (nacida Sonia Rachel Hopkins). Fue educado en la Sidney Grammar School, una escuela masculina privada. Pasó brevemente por la Universidad de Sídney para estudiar Derecho y por la Universidad de Wollongong para estudiar Economía. Estos estudios le aburrían, así que pronto inició una exitosa carrera como modelo y empezó a ser conocido en las capitales de la moda, Milán, Nueva York, Roma y París.

## Carrera profesional
Además de su carrera como modelo, McMahon empezó una carrera como actor. Su primer papel en la televisión estadounidense fue en la serie Another World, interpretando a Ian Rain, de 1993 a 1995.
Conocido por interpretar al agente John Grant en la serie Profiler y a Cole Turner/Belthazor, un fiscal mitad humano y mitad demonio, en la serie Charmed, fue nominado a los Globos de oro como "Mejor actor en una serie de televisión dramática" en 2005 por su interpretación del atractivo y superficial cirujano Christian Troy en Nip/Tuck. Interpretó a otros personajes en el cine y la televisión, como al Doctor Doom de Los 4 Fantásticos, en la adaptación al cine en 2005 del famoso cómic del mismo nombre de Marvel Comics. Más tarde repetiría el papel en la secuela de 2007, Los 4 Fantásticos y Silver Surfer.
En 2007 también participó en el filme Premonition, protagonizado por la estrella Sandra Bullock. En dicha cinta interpretaba al marido del personaje de Bullock.
Sonó como candidato para interpretar a James Bond tras Pierce Brosnan, pero el papel finalmente lo consiguió Daniel Craig. También ha sido uno de los protagonistas principales de la película Bait.
Entre 2017 y 2018 interpretó al villano Jonah en la serie de Hulu Runaways, la cual forma parte del Universo cinematográfico de Marvel. En 2024, participó en el reparto de "Domingos con Las Supremes" (The Supremes at Earl's All-You-Can-Eat)

## Vida personal
McMahon comentó en broma en una entrevista con Jimmy Kimmel que su madre era "una mujer muy aterradora" porque lo visitaba en el set de sus películas y criticaba su actuación cuando terminaba una escena.
En 1994, McMahon se casó con la cantante y actriz australiana Dannii Minogue, hermana de Kylie Minogue, tras conocerse en el rodaje de Home and Away en 1991. Protagonizó su videoclip del sencillo "This Is It", una canción que resumía la relación de la pareja y sus esperanzas para el futuro. Los recién casados pasaron gran parte de su matrimonio separados, ya que McMahon buscaba papeles en Estados Unidos y Minogue seguía su carrera musical en Inglaterra. Se divorciaron un año y medio después, y Minogue declaró que su mala relación con la madre de McMahon, Sonia, Lady McMahon, había sido un problema desde el principio.
En 1999, McMahon se casó con la estrella de la serie Baywatch, la estadounidense Brooke Burns, y tuvieron una hija, Madison Elizabeth, nacida en junio de 2000, antes de que la pareja se divorciara en 2001. McMahon se casó por tercera vez en 2014 con Kelly Paniagua.
McMahon residió en Estados Unidos desde la década de 1990, pero afirmó que su alma seguía siendo australiana: "Me siento australiano por dentro y estadounidense por fuera, o algo así. Tampoco querría dejarlo atrás nunca. Amo a los australianos, los 'australianismos', amo mi parte de ser australiano. Amo dónde crecí y cómo crecí y, sabes, no lo cambiaría por nada del mundo".

### Muerte
Murió el 2 de julio de 2025 a los 56 años de edad en Clearwater, Florida como consecuencia de metástasis pulmonar como consecuencia de cáncer de cabeza y cuello; sus restos fueron cremados y sus cenizas le fueron entregadas a su esposa Kelly McMahon y a su hija Maddison, producto de su anterior matrimonio con la actriz Brooke Burns.  

## Filmografía

### Cine
| Año  | Título                                     | Rol                           | Notas |
| ---- | ------------------------------------------ | ----------------------------- | --- |
| 1992 | Wet and Wild Summer!                       | Mick Dooley                   | |
| 1996 | Magenta                                    | Michael Walsh                 | |
| 1998 | In Quiet Night                             | Hayes                         | |
| 2000 | Chasing Sleep                              | George                        | |
| 2001 | Another Day                                | David                         | Telefilm |
| 2005 | Los 4 Fantásticos                          | Doctor Doom                   | |
| 2007 | Premonition                                | Jim Hanson                    | |
| 2007 | Prisoner                                   | Derek Plato                   | |
| 2007 | Los 4 Fantásticos y Silver Surfer          | Doctor Doom                   | Nominado — Teen Choice Award for Choice Movie Villain Nominado — Teen Choice Award for Choice Movie Rumble (con Chris Evans) |
| 2008 | Meet Market                                | Hutch                         | |
| 2010 | RED                                        | Vicepresidente Robert Stanton | |
| 2010 | Faces in the Crowd (El rostro del asesino) | Detective Kerrest             | |
| 2012 | Rogue                                      | Kevin Lear                    | Película para televisión |
| 2012 | Bait 3D                                    | Doyle                         | |
| 2012 | Fire with Fire                             | Robert                        | |
| 2013 | Paranoia                                   | Meechum                       | |
| 2014 | You're Not You                             | Liam                          | |
| 2024 | The Surfer                                 |                               | |

### Televisión
| Año         | Título                                             | Rol                            | Notas |
| ----------- | -------------------------------------------------- | ------------------------------ | --- |
| 1989        | The Power, The Passion                             | Kane Edmonds                   | 168 episodios |
| 1989 - 1991 | Home and Away                                      | Ben Lucini                     | 145 episodios |
| 1992        | G.P.                                               | Oficial Colin 'Clutch' Carmody | Episodio: "Beat It" |
| 1992 - 1994 | Another World                                      | Ian Rain                       | 200 episodios |
| 1996 - 2000 | Profiler                                           | John Grant                     | 82 episodios |
| 1998        | Will & Grace                                       | Guy                            | Episodio: "Where There's a Will, There's No Way" |
| 2000 - 2005 | Charmed                                            | Cole Turner                    | 47 episodios |
| 2003 - 2010 | Nip/Tuck                                           | Dr. Christian Troy             | 100 episodios Satellite Award for Best Actor - Television Series Drama Saturn Award for Best Actor on Television (2005, 2006) Australian Film Institute International Award for Best Actor Nominado — Golden Globe Award for Best Actor - Television Series Drama |
| 2008        | Robot Chicken                                      | Dr. Doom/Piloto/Detective      | Episodio: "Monstourage" |
| 2013        | Full Circle                                        | Stanley Murphy                 | 3 episodios |
| 2015        | El fin de la infancia                              | Rupert Boyce                   | Episodio: "The Deceivers" |
| 2016        | Hunters                                            | McCarty                        | 6 episodios |
| 2016        | Dirk Gently: Agencia de investigaciones holísticas | Zackariah Webb                 | 3 episodios |
| 2017 - 2018 | Runaways                                           | Jonah / El Magistrado          | Personaje secundario, temporada 1 Personaje principal, temporada 2 |
| 2019        | FBI: Most Wanted                                   | Jess LaCroix                   | 3 Temporadas Personaje principal |